# Laevilitorina antarctica
Laevilitorina antarctica là một loài ốc biển, là động vật thân mềm chân bụng sống ở biển trong họ Littorinidae.